# 中田町柳橋
中田町柳橋（なかたまち やなぎはし）は、福島県郡山市の大字である。郵便番号は963-0831。

## 地理
郡山市東部の中田地区に属する。南西で中田町中津川、西で中田町木目沢、北で中田町駒板、北東で田村市船引町芦沢、田村市船引町堀越、南東で田村郡小野町浮金とそれぞれ隣接する。概ね町村制施行以前の田村郡柳橋村の流れを汲む地域である。一級水系阿武隈川水系黒石川上流域を主な範囲とする。域内の多くを山林が占め、西側の川沿いの平地に水田が広がり、山裾や街道沿いを中心に人家が立地する。東西に福島県道65号小野郡山線が横断し、沿線に郵便局や駐在所などの主要施設が立地する。市指定重要無形民俗文化財の歌舞伎の柳橋歌舞伎が行われていることで知られる。中田町柳橋に所在する郡山警察署柳橋駐在所及び中田町下枝に所在する郡山消防署中田分署がそれぞれ管轄にあたる。

### 主な字
字
- 廣平
- 町
- 小中里
- 石畑
- 久根込

- 前ノ内
- 戸ノ内
- 中倉
- 高谷
- 大古山

- 町向
- 袖
- 狐塚
- 上篠坂
- 下篠坂

### 山岳
- 鞍掛山
- 黒石山

### 河川
一級水系阿武隈川水系
- 黒石川
  - 中倉川
    - 高谷川

## 歴史
- 1879年1月27日 - 幕府領柳橋村が福島県内における郡区町村制の施行により田村郡の村となる。
- 1889年4月1日 - 町村制の施行により柳橋村が中津川村、下枝村、黒木村、駒板村、木目沢村、牛縊本郷村と合併し御舘村が発足する。旧柳橋村域は御舘村の大字となる。
- 1956年9月1日 - 御舘村が宮城村と合併し中田村が発足し、中田村の大字となる。
- 1965年8月1日 - 中田村が西田村と共に郡山市に編入され、郡山市中田地区の大字となる。

## 世帯数と人口
2024年1月1日現在の世帯数と人口は以下の通りである。
| 大字       | 世帯数  | 人口  |
| ---------- | ------- | ----- |
| 中田町柳橋 | 224世帯 | 563人 |

## 小・中学校の学区
市立小・中学校に通う場合、学区は以下の通りとなる。
| 番地 | 小学校             | 中学校             |
| ---- | ------------------ | ------------------ |
| 全域 | 郡山市立御舘小学校 | 郡山市立御舘中学校 |

## 交通

### 道路
- 福島県道65号小野郡山線

## 施設
- 郡山警察署柳橋駐在所
- 柳橋郵便局
- 福島県立安積高等学校御舘校跡
- 郡山市柳橋保育所
- 柳橋歌舞伎伝承館
- 古峯神社